# Коханенко Климентина Дем'янівна
Клименти́на Дем'я́нівна Кохане́нко (Клементина Коханова; 18 липня 1884, Калуш — 1926 або 1929) — українська акторка. Сестра театрального діяча Івана Рубчака.

## Короткий життєпис
Разом з чоловіком Євгеном Коханенком — театральним актором і режисером — працювала в Руському народному театрі у Львові, в українських трупах і театрах Києва та Одеси (зокрема — в пересувному робітничо-селянському театрі).
У 1920—1928 роках (з перервою) — працює у Київському українському драматичному театрі імені Івана Франка.
Грала в п'єсах Карпенка-Карого, Кропивницького, Куліша.
Мала веселу вдачу, полюбляла жартувати, часто з Заньковецькою їм за це «перепадало на горіхи» від режисера в часі репетицій[джерело?].
Є тіткою по батькові актрис Ольги (була її партнеркою по сцені), Ярослави і Надії Рубчаківних.